# الديا ديل ري (سيوداد ريال)
بلدية الديا ديل ري (بالإسبانية: Aldea del Rey)‏، هي إحدى بلديات مقاطعة سيوداد ريال إحدى مقاطعات إسبانيا، والتي تقع في منطقة قشتالة لا منتشا وسط إسبانيا.
يبلغ عدد سكانها 2.012 نسمة وفقاً لإحصائية سنة (2007).